# Заставна (цінний папір)
Заставна — це іпотечний цінний папір, який засвідчує безумовне право його власника на отримання від боржника виконання за основним зобов'язанням, за умови, що воно підлягає виконанню в грошовій формі, а в разі невиконання основного зобов'язання — право звернути стягнення на предмет іпотеки.
Заставна є неемісійним борговим цінним папером.
Проблемним є питання визначення до якої групи цінних паперів необхідно відносити заставну: до іпотечних чи боргових цінних паперів. Правове регулювання вирішення даного питання також є неоднозначним.
Слід відзначити, що Закон України «Про цінні папери та фондовий ринок» суперечить Закону України «Про іпотеку», оскільки вказані закони відносять заставну до різних груп цінних паперів.
Пунктом 5 ст. 3 Закону" Про цінні папери та фондовий ринок" заставну віднесено до групи іпотечних цінних паперів. Натомість як, Закон України «Про іпотеку» визначає заставну як борговий цінний папір. Згідно п. 1.3 Положення про вимоги до стандартної (типової) форми бланка заставної від 04.09.2003 №363 (зі змінами) заставна визначається як борговий цінний папір. Для того, що визначити до якої групи цінних паперів належить заставна необхідно визначити якій нормативно-правовий акт в даному випадку має застосовуватися. 
Насамперед необхідно зазначити, що Закон України «Про іпотеку» був прийнятий до прийняття Закону України «Про цінні папери та фондовий ринок», а в чинній на той час редакції Цивільного Кодексу України і Закону України «Про цінні папери та фондову біржу» такої групи цінних паперів як іпотечні передбачено не було. 
Відповідно до ч.1. ст.195 Цивільного Кодексу України в Україні в цивільному обороті можуть бути такі групи цінних паперів : пайові, боргові, похідні та товаророзпорядчі. Законом можуть визначатися й інші групи цінних паперів, а згідно з ч.2. цієї статті види цінних паперів та порядок їх обігу встановлюються законом. Законом, що визначає види цінних паперів та порядок їх обігу, а також групи цінних паперів є Закон «Про цінні папери та фондовий ринок». 
Закон про іпотеку та Закон про ЦП (частині норм щодо заставних) співвідносяться, як загальний та спеціальний нормативно правові акти . Питання віднесення цінних паперів, у тому числі й заставних, до певної з груп цінних паперів є загально-правовим питанням і визначається Законом про ЦП, як нормативно – правовим актом, що встановлює засади функціонування фондового ринку України 

## Видача заставної
Заставна оформлюється, якщо її видача передбачена іпотечним договором. Після державної реєстрації іпотеки оригінал заставної передається іпотекодержателю, якщо інший порядок передачі заставної не встановлено іпотечним договором. Заставна не є емісійним цінним папером. Першим власником заставної є особа, яка на момент видачі заставної відповідно до умов іпотечного договору має статус іпотекодержателя.
Заставна складається у письмовій формі (документарній формі) в одному примірнику.

## Бланк заставної

### Дизайн бланку
Для бланків заставних використовується папір форматом А4 (210 x 297 мм) з двотоновим водяним знаком, масою 100 г/кв. м, що містить не менше 25% бавовни, з захисними волокнами та хімічним захистом без власної флуоресценції

### Реквізити бланку заставної
Бланк заставної повинен мати такі реквізити, викладені державною мовою:
1. Слово «Заставна».
2. Серія та номер заставної.
3. Реквізити іпотекодавця.
4. Реквізити першого іпотекодержателя.
5. Реквізити боржника (якщо він є відмінним від іпотекодавця).
6. Реквізити договору, що обумовлює основне зобов'язання.
7. Реквізити іпотечного договору.
8. Опис предмета іпотеки.
9. Спосіб звернення стягнення на предмет іпотеки.
10. Дата настання права звернення на предмет іпотеки.
11. Державна реєстрація обтяження нерухомого майна іпотекою.
12. Інші умови договору, що обумовлює основне зобов'язання, та/або іпотечного договору.
13. Підпис боржника (якщо він є відмінним від іпотекодавця).
14. Печатка іпотекодавця (для юридичних осіб).
15. Печатка боржника (якщо він є відмінним від іпотекодавця) (для юридичних осіб).
16. Реквізити підприємства-виробника.

## Обіг заставних
Обіг заставних здійснюється шляхом вчинення індосаментів. У передавальному написі зазначаються:
- реквізити особи, якій передається заставна;
- умови передачі заставної (реквізити договору);
- стан заборгованості на дату передачі заставної;
- інша інформація щодо передачі заставної;
- дата передачі заставної.

Індосамент вчиняється на зворотньому боці заставної, а в разі недостатності місця — на алонжі.

### Використання заставних для рефінансування
Іпотекодержатель (власник заставної) має право проводити операції з заставними для рефінансування власної діяльності шляхом:
- відчуження (продаж) заставної шляхом вчинення індосаменту з компенсацією індосанту вартості заставної у встановленому сторонами розмірі;
- продаж заставної із зобов'язанням зворотного викупу (операція репо);
- передача заставної у заставу для забезпечення виконання зобов'язань перед іншими кредиторами;
- заставні можуть забезпечувати випуск іпотечних цінних паперів — іпотечних облігацій і іпотечних сертифікатів.